# Germán Borregales
Germán Agustín Borregales Pachano (Coro, Estado Falcón, 28 de mayo de 1909-2 de marzo de 1984, Caracas,  Venezuela) fue un periodista y político venezolano. Borregales fue candidato presidencial en tres ocasiones, en 1960 funda el Movimiento de Acción Nacional. Murió en Caracas, el 2 de marzo de 1984.

## Biografía
Germán Borregales nació en Coro, Estado Falcón, el 28 de mayo de 1909. Sus padres fueron Pedro Doroteo Nieves Borregales y Josefina Pachano de Borregales. Realiza estudios primarios en el Colegio Federal de Coro. En 1939 viaja a Europa, donde cursó estudios de periodismo en Ginebra, Suiza y obtuvo su título de periodista.  Su postgrado lo realiza en la Universidad de Columbia, en los Estados Unidos. Fue el primer periodista venezolano graduado universitario, toda vez que en Venezuela no existía la Escuela de Periodismo, la cual fue creada muchos años después. 
Borregales mantuvo una fraterna amistad con Monseñor Jesús María Pellín, fundador del diario católico La Religión,  quien lo designó corresponsal en Coro. Siendo Presidente del Centro de Instrucción Primaria Superior en Coro, funda el Semanario estudiantil «Ultra» en 1936. Sus redactores eran Luis Miquilena y Roberto Moreán Soto. El 1 de marzo de 1937 funda, en esta misma ciudad, el diario vespertino «Avance Democrático».
Sus postulados y críticas a favor de la iglesia católica y en contra de la izquierda le llevaron varias veces a la cárcel, siendo condenado a tres años de prisión, aunque logró fugarse. En Caracas, sus compañeros de la Unión Nacional Estudiantil (UNE), organización católica y anticomunista, fundada por Rafael Caldera y otros universitarios, lo nombran Jefe de Redacción del semanario UNE. Posteriormente siguió trabajando en el periodismo, colaborando en los diarios La Religión, La Esfera, El Universal, Últimas Noticias, El Gráfico, Acción (órgano de la unión de los hombres de la Acción Católica); en Maracaibo con el diario Crítica y La Columna; en Barquisimeto con Jornada.
En 1943 funda en Caracas la revista Falconianidad, siendo corresponsal de diversas publicaciones argentinas y mexicanas. En el diario El Heraldo de Caracas, empezó a utilizar desde 1947 el pseudónimo Mister X, escribiendo en contra de Acción Democrática (AD) y el Partido Comunista de Venezuela (PCV). En 1958 funda y dirige la editorial Ediciones Fe y Cultura, la cual publicará buena parte de sus panfletos y discursos. Posteriormente, en mayo de 1959, fundó con otros colegas la Organización Nacional de Periodistas Democráticos (ONAPED), en oposición a la Asociación Venezolana de Periodistas (APV). 

### Vida familiar
Borregales contrajo matrimonio el 21 de junio de 1944 con Beatriz García Delepiani, con la que tuvo 2 hijos; Beatriz Josefina y Germán Agustín. Pesaba 120 kilos, medía 1,93 de altura. En sus últimos años, alejado de toda actividad partidista política, dedicó su tiempo a las obras sociales de la Fundación Borregales y a la difusión ideológica cultural a través de Ediciones Fe y Cultura.

## Actividad política
En 1938 fue postulado para concejal por la Parroquia Macarao de Caracas, pero pierde la elección. En 1943 es candidato independiente por el Partido Acción Nacional para el Congreso Nacional, en representación del estado Falcón, aspiración frustrada, al ser llevado a la cárcel y expulsado a Cuba el 29 de enero de 1943. En 1946 funda en Coro el Comité Electoral Falconiano (CEF) para participar en las elecciones de los diputados de la Asamblea Nacional Constituyente convocada por la Junta Revolucionaria de Gobierno. Después de una polémica con Acción Democrática y la introducción de un recurso en los tribunales para que declararan nula la elección, el cual es concedido y se repiten los comicios, el CEF queda sin representación en la Constituyente. 
En diciembre de 1947 acepta ir con Copei a las elecciones en el estado Falcón para conformar el Congreso Nacional, pero no logra conseguir curul. En 1948 crea el Frente Nacional Anticomunista y luego es exiliado a Cuba al ser derrocado el presidente Rómulo Gallegos. En 1959 decide retirarse del partido socialcristiano COPEI, ya que acusa a su principal figura, Rafael Caldera, de ser comunista. 
El 15 de mayo de 1960, aniversario de la Encíclica Rerum novarum del papa León XIII, funda el Movimiento Acción Nacional (MAN), junto con Tadeo Guevara, Andrés Carvallo Istúriz y Alfredo Añez Wanloxten. Tenía como lema «Ni comunismo ni hambre» y «El MAN salvará a Venezuela» y su símbolo era la Cruz de Santiago Apóstol sobre un fondo azul. Este partido, de extrema derecha bajo la denominación de «nacionalcatolicismo», postula a Borregales a la presidencia en las elecciones del 1 de diciembre de 1963, obteniendo 9.292 votos (0,32%) y 15.746 para los cuerpos colegiados. 
En las elecciones de 1968 se presenta nuevamente como candidato presidencial, pero obtiene 12.587 votos (0,34%). A pesar de ello, es elegido diputado al Congreso Nacional. Allí desempeñará el cargo de presidente de la Comisión de Asuntos Indigenistas y vicepresidente de la Comisión de Asuntos Sociales. También llegará a estar a cargo de varias comisiones especiales. Para 1973 será su último intento en una elección presidencial. Tiempo después el MAN se liquidaba y Borregales públicamente declara que no volvería a la lucha partidista. 

## Obra escrita
- Su primer libro apareció en francés, publicado en 1940 en Ginebra, Suiza, bajo el título L'URRSS ET L'ÜIT (La Unión de las Repúblicas Socialistas Soviéticas y la Oficina Internacional del Trabajo), prologada por el periodista católico suizo Henry Schubiger, entonces jefe de redacción del «Courrier de Genéve». La edición en castellano fue prologada por Rafael Caldera.
- Ante un problema de nuestro tiempo, prologada por Arístides Calvani (1944)
- «Izvestia» ante la Historia, prologada por José Humberto Quintero (1944)
- Una Revolución que se perdió (1948)
- Rómulo Betancourt. Estadista y diplomático (1948)
- ¿Quiénes pueden y quiénes no pueden ser funcionarios públicos? (1951)
- Así es la Masonería (1953)
- El Comunismo y la Libertad (1959)
- Los Sepultureros de la Libertad (1959)
- Veintitrés años después, una visita a la tumba del general Juan Vicente Gómez (1959)
- La república sacrílega; documentos para la historia (1959)
- Europa y Estados Unidos en 5 minutos
- Copei, hoy, una negación (1968)
- Todos fueron Canallas (1975)
- Franco: tres años después o la felonía de un rey (1978)
- Pedro Elías Aristeguieta (1979)
- Lectura de Semana Santa y de otras semanas (1980)
- Los rusos llegan esta noche (1980)

## Asistencia a congresos internacionales
Participó en diversos congresos internacionales, algunos de ellos:
- *3.ª. Semana Interamericana de Acción Católica. La Habana, Cuba, 1949.
- Cooperación intelectual. Salamanca, España, 1950.
- Prensa Católica, Roma, Italia, 1950.
- La Civilización Cristiana y la paz. Florencia, Italia, 1952 (convocado por el alcalde Giorgio La Pira).
- Prensa interamericana, Lima, Perú, 1953.
- Lucha por la Libertad, Río de Janeiro, Brasil, 1954.
- Lucha por la Cultura. Santo Domingo, República Dominicana, 1955.
- La Libertad de Prensa. Puerto Rico, 1960.
- Para el estudio de las Tácticas Soviéticas. Roma, Italia, 1963.
- El Comunismo en América. Antigua, Guatemala, 1958.
- Congreso de prensa internacional Católica. Santander, España, 1962.
- Semana Interamericana de Acción Católica. Chimbóte, Perú, 1961.
- Conferencia Mundial Interparlamentaria, Nueva Delhi, India, 1969.
- Congreso Anticomunista, Washington D. C., Estados Unidos, 1974.